# Красноармейське (Кабардино-Балкарія)
Красноармейське (рос. Красноармейское) — село у Терському районі Кабардино-Балкарії Російської Федерації.
Орган місцевого самоврядування — сільське поселення Красноармейське. Населення становить 1560 осіб.

## Історія
Згідно із законом від 27 лютого 2005 року органом місцевого самоврядування є сільське поселення Красноармейське.

## Населення
| 2002 | 2010  |
| ---- | ----- |
| 1156 | ↗1560 |